# راهنمای روان‌ها
راهنمای روان‌ها یا روان‌بَرها در فرهنگ‌ها و دین‌های گوناگون، به موجودات، ارواح، فرشتگان یا ایزدانی گفته می‌شود که تصور می‌شود پس از مرگ، روح مرده را از زمین به دنیایی دیگر راهنمایی می‌کنند.
روان‌برها نقش داوری در مورد عملکرد افراد را ندارند و وظیفه آن‌ها تنها گذراندن امن و درست روان به دنیای پس از مرگ است.
در فرهنگ‌های گوناگون روان‌برها در اشکالی انسان‌نما در هنرهای تدفینی ترسیم می‌شوند. اسب، گوزن، سگ، شبگرد شرقی، غراب، کلاغ، جغد، گنجشک و کوکو از جمله اشکالی هستند که در آیین‌های مختلف به عنوان روان‌بر ترسیم می‌شوند. در فرهنگ‌هایی که راهنمای روان را به صورت پرنده می‌دانند، آن‌ها را گروه بزرگی از پرنده‌ها تصور می‌کنند که در بیرون خانه فرد مرده در انتظار نشسته‌اند.
راهنمای روان‌ها را در یونان باستان ψυχοπομπός (تلفظ: پسوخوپومپوس) می‌گفتند.
در سنت ایرانی، دئنا نقش راهنمای روان‌ها را دارد و برای نیکان به چهره‌ای خوش و برای نابه‌کاران به سیمایی زشت نمایان می‌شود:
در یسنا در فرگرد ۱۹، فقرات ۲۷ تا ۳۰، از تجسم اعمال در روز واپسین چنین سخن رفته‌است:
چون در صبح چهارم پس از وفات، روان نیکوکار یا گناهکار از بدن جدا شده و به پل چینوت رسد، در آنجا، دیو ویزرش، روان مرد دروغ‌پرستِ دیویسنا را به زنجیر بندد، آن گاه دختر نازنین و زیبا و آزاده‌نژاد و خوش‌اندام [که همانا ایزد دین است]، روی کند و روان گناهکار را به مغاک تیره کشاند و روان نیکوکار را از پل چینوت و از زیر کوه هرا گذرانیده، به ساحت ایزدان معنوی آرام دهد.
در دینکرد آمده‌است که:
دین به هیئت دختری خوب‌چهره، یا به صورت زنی زشت‌چهره درآمده و روان را به سوی بهشت یا دوزخ رهنمون گردد.